# Enna zurqui
Espèce
Enna zurqui est une espèce d'araignées aranéomorphes de la famille des Trechaleidae.

## Distribution
Cette espèce est endémique de la province de San José au Costa Rica,.

## Description
La femelle holotype mesure 8,30 mm.

## Étymologie
Son nom d'espèce lui a été donné en référence au lieu de sa découverte, le Cerro Zurquí.

## Publication originale
- Silva & Lise, 2011 : Seven new species of Enna (Araneae: Trechaleidae) from Central and South America. Zootaxa, no 2919, p. 60-68.